# Setge de Pals
El setge de Pals de 935 fou una de les batalles de la Ràtzia de 935 de l'Emirat de Còrdova contra el Regne franc.

## Antecedents
Abd al-Rahman III es proclamà califa l'any 929, va trencar tots el lligams amb el califat de Bagdad, i va iniciar les lluites contra els sobirans cristians el 929, que en morir el rei franc Carles III de França no reconegueren els reis Robert I i Raül I.
El mes de juny 935 un estol musulmà comandat per Abd al-Màlik ibn Said ibn Abi Hamama compost per quaranta naus, vint d'elles brulots carregats de nafta i enginys bèl·lics marítims, i vint que transportaven mil homes de l'exèrcit regular i dos mil mariners per atacar el regne franc va sortir d'al-Mariyya.
El comandant es dirigí primerament a Mallorca, on va romandre per completar la seva inspecció, i l'1 de juliol, salpà en direcció a l'Empordà

## El setge
L'estol arribà a Pals el 5 de juliol, que fou assetjat. Els defensors sortiren de la fortalesa el 6 de juliol per combatre i els musulmans s'hi enfrontaren, lluitant des de la matinada fins a la tarda. Els francs foren vençuts i tres-cents dels seus homes foren morts.

## Conseqüències
L'estol es dirigí llavors cap Empúries, on els francs disposaven de port i drassana, que fou assetjada per terra i mar, cremant les naus del port i els ravals de la ciutat, matant tothom que hi trobaren, uns quatre-cents homes. Els habitants dels voltants i les guarnicions dels castells que eren a prop, en assabentar-se de l'atac, entraren a la ciutat per defensar-la.
El 8 de juliol quinze naus lleugeres i reforçades foren enviades a Torroella de Montgrí pujant pel Ter, atacant els voltants, mentre que la resta de l'estol les seguí l'endemà. En retornar a la desembocadura del riu, es van enfrontar amb els francs, comandats per Paulo, Poc més tard, ja de retorn cap al sud, van combatre novament amb els francs comandats per Bellido, i van derrotar l'estol de Barcelona el 15 de juliol. En la seva navegació cap al sud eren seguits per l'exèrcit franc, al que novament van derrotar un cop a la costa el 23 d'agost, i finalment l'estol es dirigí a Turtusha.
Després de la destrucció del poder naval dels comtats catalans i malmeses les drassanes d'Empúries i la derrota de Sunyer I a mans d'Ahmad ibn Muhammad ibn Iliàs en l'atac marítim a les terres de l'Ebre, el 936 els comtes catalans reconegueren Lluís IV de França com el seu sobirà.